# Geomyphilus leptotarsis
Geomyphilus leptotarsis är en skalbaggsart som beskrevs av Brown 1928. Geomyphilus leptotarsis ingår i släktet Geomyphilus och familjen Aphodiidae. Inga underarter finns listade i Catalogue of Life.